# Frères de sang (film, 2004)
 (mars 2025).
Si vous disposez d'ouvrages ou d'articles de référence ou si vous connaissez des sites web de qualité traitant du thème abordé ici, merci de compléter l'article en donnant les références utiles à sa vérifiabilité et en les liant à la section « Notes et références ».
Pour les articles homonymes, voir Frère de sang (homonymie) et Brotherhood.
Pour plus de détails, voir Fiche technique et Distribution.
Frères de sang (hangeul : 태극기 휘날리며 ; RR : Taegukgi hwinalrimyeo) est un film de guerre sud-coréen écrit et réalisé par Kang Je-gyu, sorti en 2004.

## Synopsis
En 1950, Lee Jin-tae est cireur de chaussures, et paie les études de son plus jeune frère. Leur père est mort auparavant, leur mère travaille dans un restaurant. Jin-tae a prévu de se marier avec Young-shin, qui travaille au restaurant.
À la suite de l'invasion nord-coréenne qui débute la guerre de Corée, deux frères sont enrôlés de force dans l'armée sud-coréenne. Jin-tae, le grand frère, passe un marché avec son supérieur : s'il réalise des exploits, alors son frère Jin-seok sera réformé. Il se porte alors volontaire pour toutes les missions périlleuses. Lorsque le bataillon est cerné et la ligne de ravitaillement coupé, les soldats deviennent très tendus, ils deviennent affaiblis par le manque d'eau et de nourriture. Jin-tae motive alors les soldats, une offensive est alors préparée puis lancée contre les forces qui les entourent.
L'aide apportée par l'ONU permet à l'armée sud-coréenne de reconquérir le territoire perdu et d'avancer en territoire nord-coréen. Les soldats découvrent les massacres de civils par les soldats ennemis. Ils commettent des exactions. Jin-tae continue de s'illustrer, et est finalement informé qu'il va recevoir la médaille Taegeuk, une très haute distinction militaire. Puisqu'il a obtenu la médaille, le commandant promet à Jin-tae de démobiliser son frère le lendemain. Les soldats imaginent la guerre bientôt finie, mais l'entrée en guerre de la Chine les repousse vers Séoul. Jin-seok va rendre visite à sa mère. Il trouve Young-shin, qui est emmenée par des agents du gouvernement pour une enquête. Jin-seok s'oppose à ce qu'elle soit emmenée, il est alors embarqué à son tour.
Jin-tae arrive peu après, et les suit. Young-shin est considérée comme une traitresse pour être inscrite au parti communiste et pour avoir manifesté plusieurs fois. Les deux frères tentent de s'opposer à son exécution mais échouent. Jin-seok est fait prisonnier. Le commandant change, et le nouveau commandant refuse de réaliser la promesse de son prédécesseur. Une attaque des nord-coréens survient. Jin-tae qui se trouve avec le commandant le menace d'une arme pour qu'il fasse libérer les prisonniers dont son frère fait partie. Le commandant refuse, et ordonne à la place de mettre le feu au camp de prisonniers. Jin-tae arrive au camp, où il trouve un effet personnel de son frère à côté d'un corps calciné. Il décide alors de combattre pour l'armée nord-coréenne.
Jin-seok est en réalité vivant, et a pu échapper à l'attaque. Lorsqu'il apprend que son frère est passé à l'ennemi, il se rend sur un champ de bataille où il le retrouve. Ils échangent quelques mots, Jin-tae promet de revenir au sud une fois la guerre finie. Jin-seok se replie avec les autres soldats vers le sud, Jin-tae se fait tuer peu après, en défendant leur retraite contre sa propre armée.
Jin-seok attend son frère pendant cinquante ans, et découvre finalement qu'il est mort sur le champ de bataille où ils se sont vu pour la dernière fois.

## Fiche technique
- Titre : Frères de sang
- Titre original : 태극기 휘날리며 (Taegukgi hwinalrimyeo)
- Titre anglais : Tae Guk Gi: The Brotherhood of War
- Réalisation : Kang Je-gyu
- Scénario : Kang Je-gyu
- Musique : Lee Dong-june
- Décors : Shin Bo-kyung, Lee Mi-gyeong et Lee Dae-hoon
- Costumes : Lee Ja-yeong et Kim Jeong-won
- Photographie : Hong Kyeong-pyo
- Montage : Park Gok-ji et Jeong Jin-hui
- Production : Lee Seong-hun
- Société de production : Kang Je-gyu Film
- Société de distribution : Showbox
- Budget : 12 800 000 dollars
- Pays d'origine :  Corée du Sud
- Langue originale : coréen
- Format : couleur - 2.35 : 1 - Dolby Digital - 35 mm
- Genre : Action, drame et guerre
- Durée : 148 minutes
- Dates de sortie :
  - Corée du Sud : 5 février 2004
  - France : 11 mai 2005
- Film interdit aux moins de 12 ans lors de sa sortie en France

## Distribution
- Jang Dong-gun : Lee Jin-tae
- Won Bin : Lee Jin-seok
- Lee Eun-joo : Young-shin
- Kong Hyeong-jin : Ko Young-man
- Jang Min-ho :
- Lee Yeong-ran :
- Choi Min-sik : le commandant nord-coréen
- Kim Soo-ro :

## Récompenses
- Blue Dragon Awards 2004 :
  - Meilleur acteur pour Jang Dong-gun
  - Meilleure photographie pour Hong Kyung-pyo
  - Meilleur montage
- Grand Bell Awards 2004 :
  - Meilleure photographie pour Hong Kyung-pyo
  - Meilleure direction artistique
  - Meilleur son

## Autour du film
- Avec un budget de 12 millions de dollars, Frères de sang est le film le plus cher jamais produit en Corée du Sud. Pour comparaison, le film Il faut sauver le soldat Ryan de Steven Spielberg avait un budget de 70 millions de dollars.
- Le titre original 태극기 휘날리며 que l'on peut traduire sous forme de romanisation révisée par Tae-geug-ki Hwi-nal-ri-myeo, soit Taegukgi, est le nom du drapeau de la Corée du Sud. Un titre en forme d'hommage à son pays, voulu par le réalisateur.